# マイケル・ムアコック
マイケル・ジョン・ムアコック（Michael John Moorcock, 1939年12月18日 - ）は、イギリスのファンタジー作家、SF作家、編集者。1960年代に『ニュー・ワールズ』誌の編集長として、SFのニューウェーブ運動に大きな影響を与えた。また「エルリック・シリーズ」を始めとするファンタジー「エターナル・チャンピオンシリーズ」で知られる。名前は「マイクル」表記もある。

## 経歴
1939年にイギリス、ロンドン南部のサリー州Michamで生まれる。少年時代からE.R.バローズの作品や、マーヴィン・ピークの「ゴーメンガースト」を愛読。1956年17歳頃から創作を始め、1957年にコミック誌『ターザン・アドベンチャー』に「Sojan the Swordsman」を発表、その翌月号から同誌の編集長となる。1958年に『セクストン・ブレーク・ライブラリ』誌の副編集長となり、少年もののSF、ファンタジー、ウェスタン、歴史小説などを執筆し、また『ニュー・ワールズ』誌の編集長ジョン・カーネルらと知り合う。
1961年にイギリスのSF雑誌『Science Fantasy』誌6月号に、エルリックを主人公とする中篇「夢見る都」を発表。多元宇宙、永遠の戦士といった概念によって繋がれた英雄達の物語（エターナル・チャンピオンシリーズ）で人気を馳せた。
1964年には25歳の若さで、雑誌『New Worlds』の編集長となる。ムアコックは編集長就任後、「ニュー・ウェーブSF」と呼ばれることになる作品を多く掲載するようになり、その過激な編集方針で、カリスマ的な地位を占めた。
1966年に発表した「この人を見よ」（中編版）で1967年のネビュラ賞を受賞。
イギリスのサイケデリック・ロックバンドホークウインドと親交があり、彼らのライブに度々ゲスト出演している他、1975年、ホークウインドのメンバーなどとともに「マイケル・ムアコック&ザ・ディープ・フィックス(Michael Moorcock & The Deep Fix)」名義で、ユナイテッド・アーティスツよりアルバム「ニュー・ワールズ・フェア」を発表している（日本盤は2008年に発売された）。
また、アメリカのハード・ロック／ヘヴィ・メタルバンドのブルー・オイスター・カルトとも親交があり、"The Great Sun Jester"、"Black Blade"、"Veteran Of The Psychic War"などの作詞を手がけている。
1994年にイギリスを離れ、アメリカに移住。2003年現在は妻とともに、テキサス州オースティン郊外に在住。
1978年に離婚した前妻との間に、二人の娘と一人の息子がいる。

## 作品
ロバート・E・ハワードの「英雄コナン」シリーズを愛読し、ヒロイック・ファンタジーの独自路線を構想。彼の作風は後に「アンチ・ヒロイック・ファンタジー」と呼ばれた。これは彼の描くヒーローが、従来の筋肉にものをいわせるタイプではなく、生まれつき虚弱であったり（例：エルリックはアルビノである）、身体的ハンディキャップを持っていたり（例：コルムは義眼と義手であり、ホークムーンは額の宝石が活性化すると激しい頭痛の発作に悩まされる）、平凡な一般人として生活していたり（例：エレコーゼは20世紀の英国で知識階級の若者ジョン・デイカーとして生活していた）するところから付けられた。
『グローリアーナ』で1979年度世界幻想文学大賞長編部門大賞を受賞。

## 著作リスト

### 長編
- エターナル・チャンピオンシリーズ

- The Multiverse trilogy
  - The Sundered Worlds 1965年
  - The Fireclown 1965年（改題The Winds of Limbo 1967年）
  - The Twilight Man 1966年
- Travelling to Utopia
  - The Wrecks of Time 1965年（改題The Rituals of Infinity 1971年）（ジェイムズ・コルヴィン名義）
  - 『白銀の聖域』The Ice Schooner 1969年
  - 『暗黒の廻廊』The Black Corridor 1969年 （ヒラリー・ベイリー(Hilary Bailey) との共著）
- カール・グロガウアー
  - 『この人を見よ』 Behold the Man 1969年
  - Breakfast in the Ruins 1972年
- 『暗黒の廻廊』 Black Corridor 1969年
- ドリアン・ホークムーン

（ルーンの杖秘録）
- - 『額の宝石之巻』The Jewel in the Skull 1967年
  - 『赤い護符之巻』Sorcerer's Amulet 1968年
  - 『夜明けの剣之巻』The Sword of the Dawn 1968年
  - 『杖の秘密之巻』Secret of the Runestaff 1969年

（ブラス城年代記）
- - 『ブラス伯爵』Count Brass 1973年
  - 『ギャラソームの戦士』The Champion of Garathorm 1973年
  - 『タネローンを求めて』The Quest for Tanelorn 1975年
- 火星の戦士
  - 『野獣の都』City of the Beast 1971年（Warriors of Mars 1965 年)改題）
  - 『蜘蛛の王』Lord of the Spiders 1971年（Blades of Mars 1965年 改題）
  - 『鳥人の森』Masters of the Pit 1971年（Barbarians of Mars 1965年 改題）
- 『グローリアーナ』Gloriana (1978)
- ジェリー・コーネリアス・シリーズ
  - The Final Programme 1968年
  - A Cure for Cancer 1969年
  - The English Assassin 1973年
  - The Condition of Muzak 1975年
  - The Adventures of Una Persson and Catherine Cornelius in the 20th Century 1976年
  - The Lives and Times of Jerry Cornelius 1976年
  - The Entropy Tango 1981年
  - The Alchemist's Question 1984年
  - Firing the Cathedral 2002年
  - Creating Modem Times 2.0 2011年
  - 作品集
    - The Cornelius Quartet 1877年

- My Experiences in the Third World War 1980年
- Mother London 1988年
- King of the City 2000年

- The von Bekシリーズ
  - 『軍犬と世界の痛み』The War Hound and the World's Pain 1981年
  - The Brothel in Rosenstrasse 1982年
  - 『秋の星々の都』The City in the Autumn Stars 1986年
  - 『フェリペ・サジタリウスの快楽の園』(『秋の星々の都』に収録) The Pleasure Garden of Felipe Sagittarius 1965年

- The Between the Warsシリーズ
  - Byzantium Endures 1981年
  - The Laughter of Carthage 1984年
  - Jerusalem Commands 1992年
  - The Vengeance of Rome 2006年

- The Second Etherシリーズ
  - Blood: A Southern Fantasy 1994年
  - Fabulous Harbours 1995年
  - The War Amongst The Angels 1996年

- The Elric/Oona Von Bekシリーズ
  - 『夢盗人の娘』The Dreamthief's Daughter 2001年
  - 『スクレイリングの樹』The Skrayling Tree 2003年
  - 『白き狼の息子』The White Wolf's Son 2005年

- ドクター・フー
  - The Coming of the Terraphiles 2010年

### 短編集
- The Deep Fix 1966年
- The Time Dweller 1969年
- The singing Citadel 1970年
- London Bone 2001年

### 編著
- ニュー・ワールズ傑作選. no.1 ハヤカワ・SF・シリーズ 1971

## CD
- ニュー・ワールズ・フェア(紙ジャケット仕様) 2008

## 注
1. ↑  日本語訳の主な出版元の一つである早川書房では Michael のカタカナ表記をマイクルとしているため、マイクル・ムアコックという著者名表記も同社の出版物を初めとして多く見られる。